# AH-S405C
AH-S405Cは、セイコーインスツル（SII）が開発した、DDIポケット/ウィルコム向けコンパクトフラッシュ形 TypeIデータ通信端末製品である。

## 概要
このデータ端末は、Air"Hの128K通信対応初のコンパクトフラッシュ型 TypeI端末（これまでに発売された端末は「コンパクトフラッシュ型 TypeII」）になった。本体の色調は黒色を採用している。
PCカードスロットのあるPCでは、付属しているアダプターで端子変換した上で利用出来る（同時期のノートPCは、PCカードスロットがあるのが一般的だった）。
通信形式は、AirH"は32Kつなぎ放題（32K×1）コース、128Kつなぎ放題（32K×4）コース、64Kフレックスチェンジ（ネット25）に対応している。また、PIAFS（64k・32k）に対応している。
発売同年に開始された、国際ローミングは台湾に対応。後日サービス開始されたタイには未対応だった。
この端末が発売された同時期に、ブロードバンドとのセット割引「A&B割」が開始された。

## 仕様（テンプレート外）
- 対応OS（各日本語版）
  - Microsoft Windows 98
  - Microsoft Windows Millennium Edition
  - Microsoft Windows 2000
  - Microsoft Windows XP
  - Microsoft Windows Vista（32bitのみ）
  - Classic Mac OS 8.5 / 8.5.1 / 8.6 / 9.0 / 9.0.4 / 9.1 / 9.2.1 / 9.2.2
  - macOS 10.1.5 / 10.2 - 10.4.11 / 10.5.4
  - Pocket PC 2002

## 歴史
- 2003年7月15日 - 技術基準適合証明 (TELEC) の審査を通過（証明記号 - JXAA1018）。
- 2003年8月13日 - JATE（財団法人電気通信端末機器審査協会）による審査を通過（認定番号:A03-0471JP , J03-0071）。
- 2003年10月22日 - 販売予定公表。
- 2003年10月30日 - 発売開始。